# Gragnano Basket
L'A.S.D. Gragnano Basket, precedentemente conosciuta come Polisportiva Gragnano Basket, è stata la principale società di pallacanestro maschile di Gragnano (NA).
La società ha un passato in Serie A Dilettanti (ex Serie B d'Eccellenza maschile), in cui ha militato per due campionati consecutivi, inoltre vanta nel suo palmarès la vittoria della Coppa di Lega di Serie B Dilettanti (ex B2) nel 2005.
Nel 2008, dopo una difficile stagione conclusasi con la retrocessione, la "dirigenza storica" lascia, rinunciando alla Serie B Dilettanti (ex B2), e trasferisce la propria sede a Sarno cambiando consiglio direttivo, roster e staff tecnico. 
La "nuova creatura" sopravvive solo una stagione, e nell'estate del 2009 il titolo sportivo viene rilevato in via definitiva dalla Viola Reggio Calabria.
Attualmente a Gragnano non c'è alcuna società di basket che lavora in ambito nazionale.

## La Storia

### A.S.D. Gragnano Basket, gli inizi
L'Associazione Sportiva Dilettantistica Gragnano Basket nasce nel 1992 sotto il nome di Polisportiva Gragnano Basket. Dopo la promozione in serie C2 nella stagione 1999/2000, nell'estate del 2001 fa il salto di qualità giocando per la prima volta in un campionato nazionale, acquisendo i diritti sportivi del Nola Basket alla partecipazione al campionato nazionale di serie C1.

### Stagione 2001/2002
Primo campionato di Serie C1, il primo a livello nazionale per la compagine gialloblè e subito secondo posto nella regular season, con promozione in serie B2 attraverso la serie finale vinta per 3-1 contro Taranto. La compagine gialloblu, targata Marigo Italia, grazie alla coppia di guardie Guida-Dipierro e ad un roster importante per la categoria guidato da coach Mariano Gentile vincono un campionato molto difficile, inoltre il sesto uomo in campo, il pubblico gragnanese, un pubblico fra i più caldi della categoria è stato determinante per l'impresa della squadra, così, arriva la prima storica promozione nella serie cadetta.
La Squadra della promozione in B2:
- Massimiliano Guida
- Aniello Izzo
- Massimo Vergara
- Facchini
- Giuseppe Mascolo
- Vincenzo Dipierro
- Giuseppe Attianese
- Francesco Forino
- Alessandro Foraggio
- Michele Pinto
- Gentile Antonio
- All.: Mariano Gentile

### Stagione 2002/2003
Primo campionato in Serie B2. 
In Questo campionato la compagine gragnanese, guidata ancora una volta da Mariano Gentile, si classifica al quinto posto in campionato con 36 punti all'attivo ed uscendo a gara 3 del quarto di finale contro Palermo.
La Squadra della prima stagione in B2:
- Claudio Bianchini
- Francesco Forino
- Massimo Vergara
- Massimiliano Ciampaglia
- Marco Sorosina
- Vincenzo Dipierro
- Giuseppe Attianese
- Alessandro Foraggio
- Michele Pinto
- Giuseppe Mascolo
- Esposito Antonio
- All.: Mariano Gentile

### Stagione 2003/2004
Cambio al timone in panchina quest'anno per i gialloblù, infatti Giacomo Genovese sostituisce Mariano Gentile.
In campionato il sodalizio di Ciro Montuori, targato Maione, raggiunge il quarto posto in graduatoria, e raggiunte le semifinali ai play-off esce sconfitta a gara 3 contro Matera.
La Squadra della stagione 2003-04:
- Aniello Izzo
- Massimiliano Ciampaglia
- Mario Romeo
- Carmine Moccia
- Michele Marino
- Giuseppe Mascolo
- Giuseppe Attianese
- Massimo La Torre
- Stefano Orazzo
- Massimo Vergara
- Antonio Gentile
- All.: Giacomo Genovese

### Stagione 2004/2005
In questa stagione il presidente Ciro Montuori ed il DG Valentino Mascolo, allestiscono un roster di primo ordine, pronto per il salto di categoria.
Quest'anno la squadra è stata affidata ad Enrico Fabbri, esperto allenatore toscano, che a Veroli nelle precedenti stagioni ha fatto tanto bene, facendo il doppio salto di categoria dalla C1 alla B1, passando per una finale di Coppa Italia persa contro il Casalpusterlengo allenato da Marcello Ghizzinardi.
Il Gragnano, quest'anno targato Original Marines termina al primo posto il girone di andata andando così a disputare la Coppa di Lega di B2. Nelle due semifinali le aquile gialloblè superano l'ABC Castelfiorentino, mentre in finale sul parquet di Casale Monferrato battono la Reyer Venezia (97-80) conquistando così la Coppa di Lega. Alla fine della regular season il Gragnano è dietro alla capolista Brindisi, ma si ritrova terzo per la classifica avulsa che favorisce l'Ares Ribera di Antonello Giordano. 
Raggiunta la semifinale perde gara 1 e gara 3 contro quest'ultima, facendo sfumare così il sogno promozione.
La Squadra della stagione 2005-06:
- 4 - Guido Conti
- 6 - Giuseppe Mascolo
- 7 - Vincenzo Dipierro
- 8 - Carmine Moccia
- 9 - Cristiano Longo
- 10 - Sandro Trevisan
- 11 - Luigi Camera
- 12 - Maurizio Sguassero
- 18 - Cristiano Carchia
- 20 - Saverio Cei

Giocatori Ceduti:
- Massimo Vergara
- All.: Enrico Fabbri

### Stagione 2005/2006
La Renault Automercato Stabia Gragnano Basket, quest'anno affida la guida tecnica a Manuel Scotto.
Dopo un inizio di stagione non positivo, e soprattutto dopo la sconfitta interna con San Severo, il Gragnano inanella ben 14 vittorie consecutive, scalando così la classifica, fino a rimanere in pianta stabile in prima posizione fino a fine campionato.
Dopo aver battuto ai quarti di finale Catanzaro (2-1), ed in semifinale Ostuni (2-1), Gragnano approda in finale play-off.
Questa serie lunga ed estenuante (ben cinque gare in 12 giorni) sancisce la promozione in Serie B d'Eccellenza, ai danni del Ruvo di Puglia (3-2).
La Squadra della Promozione in B1:
- 4 - Generoso Di Lauro
- 5 - Marko Mlinar
- 6 - Roberto Tortolini
- 7 - Vincenzo Dipierro
- 8 - Carmine Moccia
- 9 - Antonello Giordano
- 10 - Massimo Cotugno
- 11 - Mathias Gustavo Degregori
- 12 - Stefano Orazzo
- 13 - Massimo Vergara
- All.: Manuel Scotto

### Stagione 2006/2007
Gragnano affronta per la prima volta il campionato di serie B d'Eccellenza, guidati dal coach della promozione Manuel Scotto. Nonostante la stagione inizi senza un pivot, causa il premeditato addio di Binetti (poi sostituito da Alessandro Agosta), a Gragnano cadono realtà importanti come le quotatissime toscane Firenze e Pistoia inoltre ci sono vittorie a fil di sirena come quelle a Latina e a S.Antimo che consentono di chiudere il girone d'andata nei quartieri alti della classifica. 
A gennaio però questo trend positivo cambia. Dopo l'inserimento nel roster dell'ex NBA Vincenzo Esposito, non si ottengono i risultati sperati, inoltre subentra anche un avvicendamento tecnico in panchina, Scotto infatti viene sostituito a gennaio dal reggino Gianni Tripodi. 
Dopo una serie altalenante di risultati, nelle ultime giornate Gragnano si vede scivolare via dalle mani la qualificazione per i play-off e chiude in decima posizione. Il primo turno dei play-out si gioca contro Riva del Garda e proprio nel viaggio d'andata verso la città trentina, la squadra di coach Tripodi mette fuori rosa per motivi disciplinari Vincenzo Esposito.
Il primo turno della serie play-out è vinto 2-1 da Riva del Garda, nonostante il fattore campo sia favorevole a Gragnano, inoltre non aiutano i tre turni di squalifica del campo inflitti dalla federazione dopo gli episodi incresciosi del dopogara di gara 3. 
Nel secondo turno dei play-out, Gragnano affronta il Basket Ferentino allenato da coach Tonino Zorzi.
Un grande lavoro di allenatore e giocatori fa sì che la serie si conclude con la permanenza in B d'Eccellenza (2-1 per il Gragnano), nonostante tutte le difficoltà incontrate.
La Squadra della Prima stagione in B1:
- 4 - Saverio Cei
- 5 - Marko Mlinar
- 6 - Vincenzo Esposito
- 7 - Vincenzo Dipierro
- 8 - Carmine Moccia
- 9 - Antonello Giordano
- 10 - Luigi Delle Donne
- 12 - Christian Loggia
- 13 - Pasquale De Martino
- 16 - Alessandro Agosta
- 20 - Enrico Gaeta

Giocatori Ceduti:
- Marco Binetti
- Luca Matteucci
- Federico Adolfo Gilardi
- All.: Manuel Scotto (fino a fine gennaio)
- All.: Gianni Tripodi (fino a fine stagione)

### Stagione 2007/2008
Stagione questa che non inizia sotto una buona stella.
Questa infatti è la stagione più negativa (sotto tanti punti di vista) che la società della città della pasta si ritrova ad affrontare. 
La gestione tecnica viene affidata al grande marchigiano Marco Schiavi, gestione che durerà soltanto sei giornate di campionato.
Infatti a novembre, dopo la pesantissima sconfitta rimediata contro la Virtus Siena (-54) c'è l'avvicendamento tecnico in panchina con il lodigiano Marcello Ghizzinardi.
Nonostante il cambio in panchina il Gragnano non riesce a trovare gli equilibri giusti.
L'Original Marines finirà la stagione al penultimo posto e successivamente non riuscirà ad evitare la retrocessione in B2, dopo un turno di play-out che ha visto un netto 3-0 per compagine siciliana di Patti.
In estate la dirigenza gragnanese cede i diritti sportivi di B Dilettanti alla Nuova Pallacanestro Sarno.
Così facendo si è chiude il sipario (almeno per ora) con la pallacanestro di livello nazionale a Gragnano.
La Squadra dell'ultima stagione di Gragnano:
- 4 - Antonio Gambolati
- 5 - Luca Colombo
- 6 - Luca Sottana
- 7 - Vincenzo Dipierro
- 9 - Maurizio Caiazzo
- 10 - Salvatore Orlando
- 11 - Giuseppe Mascolo
- 12 - Antonio Gentile
- 13 - Pasquale De Martino
- 15 - Pablo Filloy
- 16 - Ivan Scarponi
- 18 - Vincenzo Di Martino
- 19 - Luigi Delle Donne

Giocatori Ceduti:
- Claudio Acunzo
- Dario Guadagnola
- All.: Marco Schiavi (fino a novembre)
- All.: Marcello Ghizzinardi (fino a fine stagione)

## Cronologia recente
| Stagione   | Serie             | Posizione     | Verdetto         | Coppa Italia di categoria | Main Sponsor               |
| ---------- | ----------------- | ------------- | ---------------- | ------------------------- | -------------------------- |
| 1999/2000  | Serie D           |               | Promossa in C2   |                           |                            |
| 2000/2001  | Serie C2          | 10°           |                  |                           |                            |
| 2001/2002* | Serie C1          | 2° (playoff)  | Promossa in B2   |                           | Marigo Italia              |
| 2002/2003  | Serie B2          | 5° (playoff)  | Permanenza in B2 |                           | Maione                     |
| 2003/2004  | Serie B2          | 4° (playoff)  | Permanenza in B2 |                           | Maione                     |
| 2004/2005  | Serie B2          | 3° (playoff)  | Permanenza in B2 | Vincitrice                | Original Marines           |
| 2005/2006  | Serie B2          | 1° (playoff)  | Promossa in B1   |                           | Renault Automercato Stabia |
| 2006/2007  | Serie B1          | 10° (playout) | Permanenza in B1 |                           | Original Marines           |
| 2007/2008  | Serie B1          | 15° (playout) | Retrocessa in B2 |                           | Original Marines           |
| 2008/2009* | Settore Giovanile |               |                  |                           |                            |
| 2009/2010* | Settore Giovanile |               |                  |                           |                            |
| 2010/2011* | Settore Giovanile |               |                  |                           |                            |
| 2011/2012* | Settore Giovanile |               |                  |                           |                            |
| 2012/2013* | Settore Giovanile |               |                  |                           |                            |
| 2013/2014* | Settore Giovanile |               |                  |                           |                            |
| 2014/2015* | Settore Giovanile |               |                  |                           |                            |
| 2015/2016* | Settore Giovanile |               |                  |                           |                            |

- * 2001/2002: In questa stagione Gragnano rileva i diritti sportivi di C1 del Nola Basket
- * 2008/2009; 2009/2010; 2010/2011; 2011/2012; 2012/2013; 2013/2014;  2014/2015: In questa stagione c'è solo il Settore Giovanile intrapreso dall'A.S.D. Lions Gragnano Basket

## Palmarès
- Coppa Italia LNP di Serie B2: 1

2005

## Dirigenza fino alla stagione 2007/2008
- Presidente: Montuori Ciro
- Vice Presidente: Cesarano Errico
- Vice Presidente: Cesarano Patrizio
- Direttore Generale: Mascolo Valentino
- Segretario: D'Auria Andrea
- Addetto Stampa: Angellotti Gaetano
- Addetto Stampa: Russo Angelo
- Responsabile Video e Web: Russo Salvatore
- Responsabile Settore Giovanile: Delle Donne Ciro
- Responsabile Settore Giovanile: Orazzo Pasquale
- Addetto Statistiche: Somma Emanuele

### Staff tecnico fino alla stagione 2007/2008
- Capo Allenatore: Ghizzinardi Marcello
- Vice Allenatore: Orazzo Marcello
- Vice Allenatore: Donnarumma Fabio
- Preparatore atletico: Pappalardo Errico
- Medico: Coppola Emiddio
- Fisioterapista: Colaps Nicola